# 小島雅章
小島 雅章（こじま まさあき、1975年9月19日 - ）は、埼玉県出身の競輪選手。元陸上競技の短距離走選手。日本競輪学校第83期生。師匠は板羽俊一（64期）。

## 来歴
深谷市立川本中学校時代は、全日本中学校陸上競技大会の100m、200mで優勝。東京農業大学第二高等学校時代は、国民体育大会の100mで優勝。日本大学時代は、日本学生陸上競技対校選手権大会（インカレ）の400mで優勝。
しかし、大学卒業後に競輪へ転身することを決意。競輪学校の在校競走成績は57位（9勝）。
1999年8月18日、京王閣競輪場でデビューし初勝利を挙げた。また、翌日、翌々日も勝ち、完全優勝を達成。
2011年10月31日、観音寺競輪場で通算300勝を達成。